# 1929.
◄ | 19. stoljeće | 20. stoljeće | 21. stoljeće | ►
◄ | 1890-ih | 1900-ih | 1910-ih | 1920-ih | 1930-ih | 1940-ih | 1950-ih | ►
◄◄ | ◄ | 1926. | 1927. | 1928. | 1929. | 1930. | 1931. | 1932. | ► | ►►
Arhitektura • Astronomija • Biologija • Film • Fotografija • Glazba • Kazalište • Kemija • Kiparstvo • Knjige • Književnost • Kršćanstvo • Meteorologija • Medicina • Planinarstvo • Politika • Pravo • Promet • Slikarstvo • Strip • Šport • Televizija • Znanost • Zrakoplovstvo • Željeznički promet

## Događaji
- 6. siječnja – Kralj Aleksandar Karađorđević je, kao izgovor iskoristivši političku krizu izazvanu ubojstvom Stjepana Radića, uveo u Kraljevini SHS osobnu diktaturu (tzv. Šestosiječanjsku diktaturu).
- 11. veljače – Potpisan je prvi Lateranski sporazum kojim je Vatikan uspostavljen kao nezavisna suverena enklava unutar Italije
- 20. travnja – Sofijska deklaracija
- 27. lipnja – U HNK u Zagrebu premijerno izvedena opereta Ive Tijardovića Mala Floramye.[1]
- listopad – Počela je Velika gospodarska kriza koja je dovela do sloma svih razvijenih ekonomija

## Rođenja

### Siječanj
- 15. siječnja – Martin Luther King, američki baptistički svećenik, aktivist za građanska prava († 1968.)
- 31. siječnja – Jean Simmons, britanska filmska glumica († 2010.)

### Veljača
- 15. veljače – Graham Hill, britanski vozač Formule 1 († 1975.)

### Ožujak
- 8. ožujka – Hebe Camargo, brazilska TV voditeljica i glumica († 2012.)
- 13. ožujka – Boris Buzančić, hrvatski glumac i političar, prvi gradonačelnik Zagreba nakon osamostaljenja Hrvatske († 2014.)
- 21. ožujka – Viktor Žmegač, hrvatski književni teoretičar, kroatist, germanist, muzikolog, književnik i akademik († 2022.)
- 23. ožujka – Roger Bannister, britanski atletičar i neurolog († 2018.)
- 25. ožujka – Joja Ricov, hrvatski pjesnik († 2017.)

### Travanj
- 1. travnja – Milan Kundera, češko-francuski književnik († 2023.)
- 10. travnja – Max von Sydow, švedski glumac († 2020.)

### Svibanj
- 4. svibnja – Audrey Hepburn, američka filmska i kazališna glumica († 1993.)
- 8. svibnja – Miyoshi Umeki, japanska glumica i pjevačica († 2007.)
- 17. svibnja – Branko Zebec, hrvatski nogometaš i nogometni trener († 1988.)
- 25. svibnja – Beverly Sills, američka sopranistica († 2007.)

### Lipanj
- 10. lipnja – Jerko Bezić, hrvatski etnomuzikolog i akademik († 2010.)
- 12. lipnja – Anne Frank, autorica poznatog "Dnevnika Anne Frank" († 1945.)
- 17. lipnja
  - Tigran Petrosjan, armenski šahist († 1984.)
  - Tomislav Crnković, hrvatski nogometaš († 2009.)

### Srpanj
- 1. srpnja:
  - Miroslav Slavko Mađer, hrvatski književnik († 2015.)
  - Ödön Földessy, mađarski atletičar († 2020.)
- 2. srpnja – Imelda Marcos, filipinska političarka
- 14. srpnja – Sonja Kastl, hrvatska glumica, balerina, pedagoginja
- 29. srpnja – Jean Baudrillard, francuski filozof († 2007.)

### Kolovoz
- 4. kolovoza – Zdenko Škrabalo, hrv. akademik, ministar vanjskih poslova, svjetski poznati medicinski stručnjak († 2014.)
- 4. ili 24. kolovoza – Yasser Arafat, palestinski političar († 2004.)
- 11. kolovoza – Branko Bucalo, hrvatski novinar i prevoditelj († 2015.)
- 16. kolovoza – Bill Evans,  američki jazz pijanist († 1980.)

### Rujan
- 2. rujna – Mario Bertok, hrvatski šahist († 2008.)
- 17. rujna – Hrvoje Babić, hrvatski akademik († 2015.)
- 21. rujna – Sándor Kocsis, mađarski nogometaš i trener († 1979.)
- 28. rujna – Lata Mangeshkar, indijska pjevačica († 2022.)

### Listopad
- 8. listopada – Didi, brazilski nogometaš i trener († 2001.)
- 16. listopada – Fernanda Montenegro, brazilska glumica
- 24. listopada – Milivoj Slaviček, hrvatski pisac († 2012.)
- 31. listopada – Bud Spencer, talijanski glumac († 2016.)

### Studeni
- 9. studenog – Imre Kertész, mađarski pisac, dobitnik Nobelove nagrade za književnost 2002. († 2016.)
- 12. studenog – Michael Ende, njemački književnik († 1995.)
- 12. studenog – Grace Patricia Kelly, američka glumica i monegaška princeza († 1982.)
- 26. studenog – Slavko Avsenik, slovenski skladatelj († 2015.)

### Prosinac
- 13. prosinca – Christopher Plummer, kanadski glumac († 2021.)

### Nepoznat datum rođenja
- Nevenka Košutić Brozović, hrvatska povjesničarka književnosti († 2013.)[2]

## Smrti

### Siječanj – ožujak
- 1. veljače – Rudolf Valdec, hrvatski kipar (* 1832.)

### Travanj – lipanj
- 4. travnja – Carl Benz, njemački izumitelj (* 1844.)

### Srpanj – rujan
- 15. srpnja – Hugo von Hofmannsthal, austrijski književnik (* 1847.)
- 22. srpnja – Dragutin Laksar, hrvatski političar i šumarski stručnjak (* 1853.)

### Listopad – prosinac
- 17. listopada – Vladimir Gortan, hrvatski politički djelatnik (* 1904.)
- 3. studenog – Svetozar Pisarević, operni pjevač (* 1885.)

## Nobelova nagrada za 1929. godinu
- Fizika: Louis Victor de Broglie
- Kemija: Arthur Harden i Hans Karl August Simon von Euler-Chelpin
- Fiziologija i medicina: Christiaan Eijkman i Frederick Gowland Hopkins
- Književnost: Thomas Mann
- Mir: Frank Billings Kellogg

## Vanjske poveznice
|  | Zajednički poslužitelj ima još gradiva o temi 1929. |